# Dekortikace textilních rostlin
Dekortikace je definována jako
- odstranění zdřevnatělých součástí z povrchu stonků rostlin vhodných pro textilní zpracování
- chirurgická operace, při níž se odstraňuje povrchové novotvořené vazivo[1] [2]

## Metody dekortikace za účelem oddělování textilních vláken
Tradiční dekortikace sestává z lámání, potěrání a vochlování. Touto technologií se připravují k textilnímu zpracování vlákna ze  lnu,  konopí a  kopřiv.
U ostatních rostlinných vláken (juta, sisal,  kokos, abaka) se oddělování dřevnatých součástí provádí většinou v první fázi řezáním nebo sekáním a zakončuje na tzv. dekortikátoru, stroji s jedním nebo dvěma potěracími bubny.

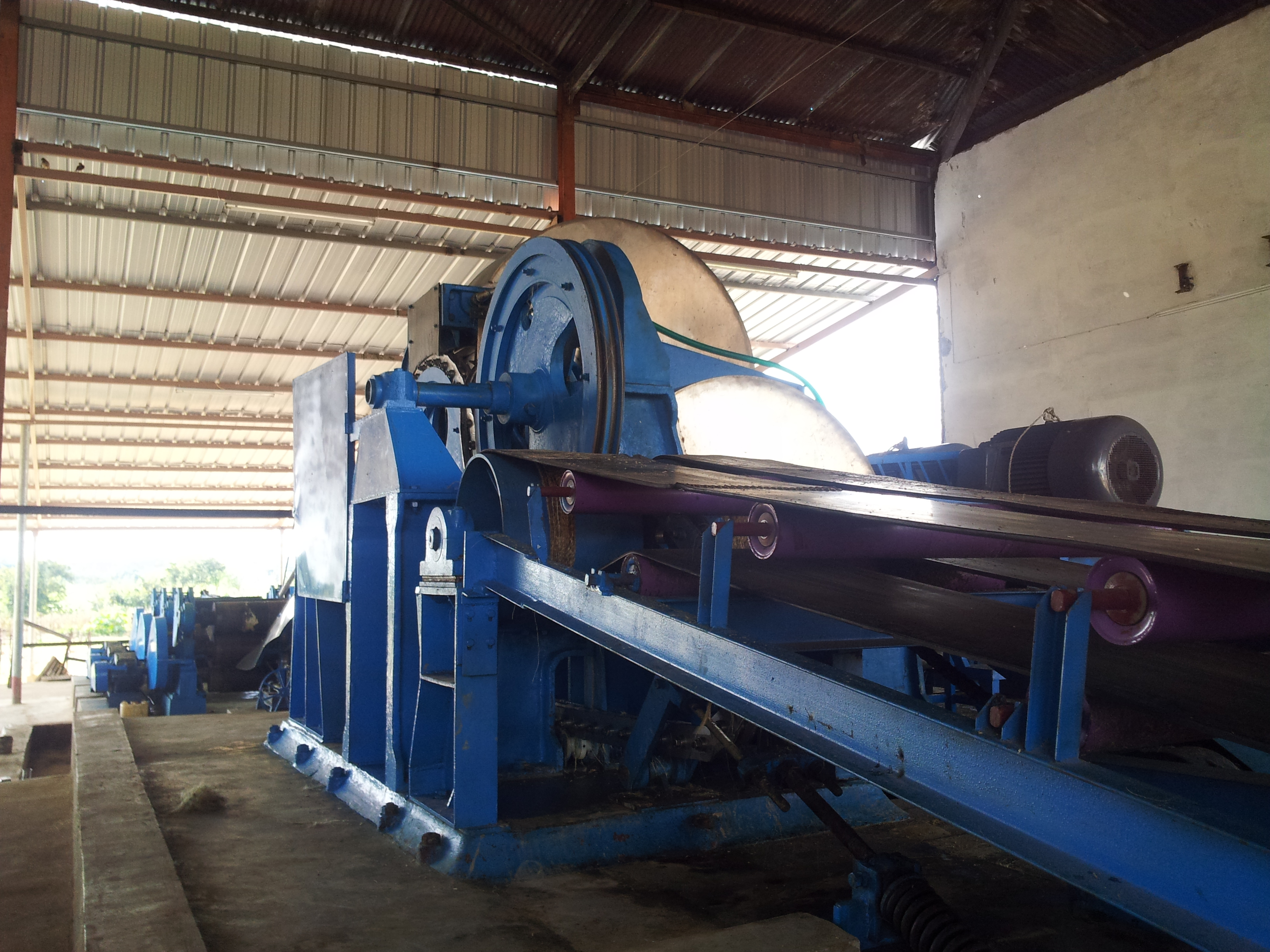
Dekortikátor ze 2. dekády 21. století

## Dekortikátor
Dekortikátory se vyrábějí buďto pro speciální použití na rozvolňování jednoho materiálů nebo jako univerzální aparáty pro více druhů rostlin.
Dekortikátory se používají také jako součást komplexních zařízení k přípravě vlákenného materiálu na výrobu papíru, netkaných textilií aj.